# Frank Wilcox
Frank Wilcox (nacido como Frank Reppy Wilcox, 17 de marzo de 1907, De Soto, Missouri, Estados Unidos – f. 4 de marzo de 1974, Granada Hills, California, Estados Unidos) fue un característico actor estadounidense que hizo más de 150 apariciones en cine y más de 200 en televisión, incluyendo el episodio de 1957 "Quicksilver" producido por la ABC Sugarfoot. Sin embargo, su papel más famoso fue el del ejecutivo del petróleo John Brewster en la primera temporada de The Beverly Hillbillies producida por la CBS. Wilcox interpretó a un juez en varios episodios de Perry Mason durante los nueve años que la serie permaneció en antena en la CBS.

## Filmografía parcial
- The Roaring Twenties (1939)
- The Fighting 69th (1940)
- 'Til We Meet Again (1940)
- Santa Fe Trail (1940)
- Affectionately Yours (1941)
- Bullet Scars (1942)
- Without Reservations (1946)
- The Arnelo Affair (1947) no acreditado
- The Miracle of the Bells (1948)
- The Greatest Show on Earth (1952)
- Thunderbirds (1952)
- Pony Express (1953)
- Abbott and Costello Meet the Keystone Kops (1955)
- Uranium Boom (1956)
- Beginning of the End (1957)
- El Zorro (1958) Luis Rico.